# Trophée NHK 1993
Navigation
Édition précédente Édition suivante
Le Trophée NHK (en anglais : NHK Trophy) est une compétition internationale de patinage artistique qui se déroule au Japon au cours de l'automne. Il accueille des patineurs amateurs de niveau senior dans quatre catégories: simple messieurs, simple dames, couple artistique et danse sur glace.
Le quinzième Trophée NHK est organisé du 9 au 12 décembre 1993 à la Makuhari Messe de Chiba, en prévision des championnats du monde qui auront lieu dans la ville en mars 1994.

## Résultats

### Messieurs
| Rang | Nom                    | Pays           | Points | Prog. court | Prog. libre |
| ---- | ---------------------- | -------------- | ------ | ----------- | ----------- |
| 1    | Philippe Candeloro     | France         | 2.5    | 3           | 1           |
| 2    | Vyacheslav Zahorodnyuk | Ukraine        | 3.0    | 2           | 2           |
| 3    | Aleksey Urmanov        | Russie         | 4.5    | 1           | 4           |
| 4    | Masakazu Kagiyama      | Japon          | 5.0    | 4           | 3           |
| 5    | Cornel Gheorghe        | Roumanie       | 7.5    | 5           | 5           |
| 6    | Tomoaki Koyama         | Japon          | 9.0    | 6           | 6           |
| 7    | Marcus Christensen     | Canada         | 12.0   | 10          | 7           |
| 8    | Damon Allen            | États-Unis     | 13.0   | 8           | 9           |
| 9    | Jung Sung-il           | Corée du Sud   | 14.0   | 12          | 8           |
| 10   | David Liu              | Taipei chinois | 14.5   | 9           | 10          |
| 11   | Zhongyi Jiao           | Chine          | 14.5   | 7           | 11          |
| 12   | Shin Amano             | Japon          | 17.5   | 11          | 12          |

### Dames
| Rang | Nom                | Pays        | Points | Prog. court | Prog. libre |
| ---- | ------------------ | ----------- | ------ | ----------- | ----------- |
| 1    | Surya Bonaly       | France      | 2.5    | 3           | 1           |
| 2    | Yuka Sato          | Japon       | 3.5    | 1           | 3           |
| 3    | Chen Lu            | Chine       | 4.0    | 4           | 2           |
| 4    | Tonya Harding      | États-Unis  | 7.5    | 7           | 4           |
| 5    | Kumiko Koiwai      | Japon       | 8.0    | 6           | 5           |
| 6    | Liudmila Ivanova   | Ukraine     | 8.0    | 2           | 7           |
| 7    | Karen Preston      | Canada      | 8.5    | 5           | 6           |
| 8    | Rena Inoue         | Japon       | 14.0   | 12          | 8           |
| 9    | Bo Zhang           | Chine       | 14.5   | 11          | 9           |
| 10   | Tatiana Malinina   | Ouzbékistan | 15.0   | 10          | 10          |
| 11   | Laëtitia Hubert    | France      | 15.5   | 9           | 11          |
| 12   | Kateřina Beránková | Tchéquie    | 16.0   | 8           | 12          |

### Couples
| Rang | Nom                                | Pays       | Points | Prog. court | Prog. libre |
| ---- | ---------------------------------- | ---------- | ------ | ----------- | ----------- |
| 1    | Isabelle Brasseur / Lloyd Eisler   | Canada     | 1.5    | 1           | 1           |
| 2    | Radka Kovaříková / René Novotný    | Tchéquie   | 3.0    | 2           | 2           |
| 3    | Yukiko Kawasaki / Aleksey Tikhonov | Japon      | 4.5    | 3           | 3           |
| 4    | Oksana Kazakova / Dmitri Sukhanov  | Russie     | 6.5    | 5           | 4           |
| 5    | Jamie Salé / Jason Turner          | Canada     | 8.0    | 4           | 6           |
| 6    | Shen Xue / Zhao Hongbo             | Chine      | 9.0    | 8           | 5           |
| 7    | Jennifer Perez / John Frederiksen  | États-Unis | 10.0   | 6           | 7           |
| 8    | Stephanie Stiegler / Lance Travis  | États-Unis | 11.5   | 7           | 8           |
| 9    | Elena Tobiash / Sergei Smirnov     | Russie     | 13.5   | 9           | 9           |

### Danse sur glace
| Rang | Nom                                       | Pays         | Points | Danse imposée 1 | Danse imposée 2 | Danse originale | Danse libre |
| ---- | ----------------------------------------- | ------------ | ------ | --------------- | --------------- | --------------- | ----------- |
| 1    | Oksana Grichtchouk / Ievgueni Platov      | Russie       | 2.0    | 1               | 1               | 1               | 1           |
| 2    | Irina Romanova / Igor Yaroshenko          | Ukraine      | 4.0    | 2               | 2               | 2               | 2           |
| 3    | Aliki Stergiadu / Juris Razguliaev        | Ouzbékistan  | 6.4    | 4               | 3               | 3               | 3           |
| 4    | Tatiana Navka / Samuel Gezalian           | Biélorussie  | 7.6    | 3               | 4               | 4               | 4           |
| 5    | Marina Anissina / Gwendal Peizerat        | France       | 10.0   | 5               | 5               | 5               | 5           |
| 6    | Elizaveta Stekolnikova / Dmitri Kazarliga | Kazakhstan   | 12.0   | 6               | 6               | 6               | 6           |
| 7    | Radmila Chrobokova / Milan Brzy           | Tchéquie     | 14.4   | 8               | 7               | 7               | 7           |
| 8    | Jennifer Boyce / Michel Brunet            | Canada       | 15.6   | 7               | 8               | 8               | 8           |
| 9    | Nakako Tsuzuki / Kazu Nakamura            | Japon        | 18.0   | 9               | 9               | 9               | 9           |
| 10   | Yuu-Hee Park / Jong-Hyun Ryu              | Corée du Sud | 20.0   | 10              | 10              | 10              | 10          |

## Source
- Patinage Magazine N°40 (Décembre/Janvier/Février 1994)